# Marta Verginella
Marta Verginella (Trieste, 20 giugno 1960) è una storica italiana, di origine slovena.

## Biografia
Nata in una famiglia appartenente alla comunità slovena di Trieste, si è laureata all'Università di Trieste, continuando poi gli studi all'Università di Lubiana, dove ha completato il dottorato nel 1995.
Negli anni ottanta è stata professoressa nel liceo di lingua slovena a Trieste. Dal 1992 lavora all'Università di Lubiana, dove insegna storia generale del XIX secolo e teoria della storia. Si occupa soprattutto di storia sociale e antropologia storica, storia di genere, "national studies", "border studies", come anche della problematica degli usi dei metodi storiografici. Nel 2005 è stata visiting professor all'Università di Valencia.
Collabora con l'Istituto regionale per la storia del Movimento di liberazione nel Friuli-Venezia Giulia, con il Laboratoire de Démographie (EHESS, Paris), l'Institut für Ost-Südosteuropaforschung der Universität (Vienna) e altre istituzioni. Fa parte delle redazioni o comitati scientifici di varie riviste scientifiche ("Acta Histriae", "Qualestoria", "DEP", "Zgodovinski časopis").
Marta Verginella appartiene alla generazione che introdusse, agli inizi degli anni novanta, i procedimenti della antropologia storica nella storiografia slovena. Importante è soprattutto il suo lavoro di ricerca sulla storia sociale nell'Istria dell'Ottocento e Novecento e sulla memoria storica degli sloveni della Venezia Giulia.

## Opere in italiano
- Città e campagna nel tramonto asburgico: un villaggio al confine fra Istria e Slovenia. Loescher. Torino, 1990
- Fra invenzione della tradizione e ri-scrittura del passato: la storiografia slovena degli anni Novanta. Istituto regionale per la storia del movimento di liberazione nel Friuli-Venezia Giulia. Trieste, 1999
- Sloveni a Trieste tra Sette e Ottocento: da comunità etnica a minoranza nazionale. LINT. Trieste, 2001
- con Sandi Volk e Katja Colja, Storia e memoria degli sloveni del Litorale: fascismo, guerra e resistenza. Istituto regionale per la storia del movimento di liberazione nel Friuli-Venezia Giulia. Trieste, 1994
- con Marco Puppini e Ariella Verrocchio, Dal processo Zaniboni al processo Tomazic: il tribunale di Mussolini e il confine orientale, 1927-1941. Istituto regionale per la storia del movimento di liberazione nel Friuli-Venezia Giulia. Trieste, 2003
- Guerre e memorie slovene, in Istituto regionale per la storia del movimento di liberazione nel Friuli-Venezia Giulia (a cura di), Friuli e Venezia Giulia: storia del '900. LEG, Libreria editrice Goriziana. Gorizia, 1997
- L'esodo italiano nella storiografia slovena, in Marina Cattaruzza, Marco Dogo, Raoul Pupo (a cura di), Esodi: trasferimenti forzati di popolazione nel Novecento europeo. Edizioni scientifiche italiane. Napoli, 2000
- La campagna istriana nel vortice della rivoluzione, in Trieste tra ricostruzione e ritorno all'Italia (1945-1954). Trieste, 2004
- Uso della storia nella Sonderweg slovena, in «Storica», 19 (2001)
- Il confine degli altri. La questione giuliana e la memoria slovena, Donzelli. Roma, 2008